# آلن پاریس
آلن پاریس (انگلیسی: Alan Paris؛ زادهٔ ۱۵ اوت ۱۹۶۴) بازیکن فوتبال اهل بریتانیا است.
از باشگاه‌هایی که در آن بازی کرده است می‌توان به باشگاه فوتبال پیتربورو یونایتد، باشگاه فوتبال سلو تاون، باشگاه فوتبال واتفورد، باشگاه فوتبال نوتس کانتی، و باشگاه فوتبال لستر سیتی اشاره کرد.